# Fernando Llorente
Fernando Llorente Torres (baskijska wymowa: [feɾnanðo ʎoɾente tores]; ur. 26 lutego 1985 w Pampelunie) – piłkarz hiszpański pochodzenia baskijskiego, który występował na pozycji napastnika. Wielokrotny reprezentant Hiszpanii. Wychowanek hiszpańskiego Athletic Bilbao.
Złoty medalista Mistrzostw Świata w 2010 roku oraz Mistrz Europy z 2012 roku.
W swojej karierze występował poza Athleticiem występował między innymi w takich klubach jak: Juventus, Tottenham Hotspur, Sevilla czy SSC Napoli.

## Kariera klubowa

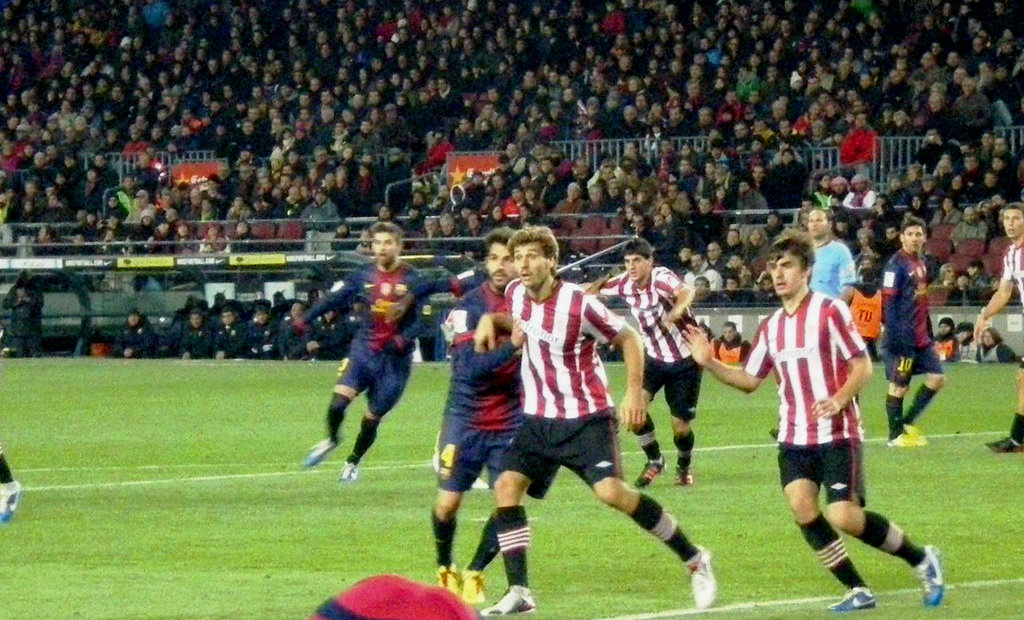
Llorente w walce z Cescem Fàbregasem podczas meczu ligowego przeciwko Barcelonie.

W wieku 11 lat Llorente rozpoczął treningi w młodzieżowej drużynie Athletic Bilbao do której trafił z zespołu Funes. Tam spędził 7 sezonów grając w rozgrywkach juniorskich. W 2003 roku trafił do filialnego zespołu Athletic Bilbao – CD Baskonii grającej w Tercera División. W Baskonii wykazał wysoką skuteczność jak na nastolatka – strzelił 12 goli w 33 rozegranych spotkaniach. Dzięki dobrej grze został przesunięty do pierwszego zespołu rezerw – Bilbao Athletic i w sezonie 2004/2005 występował w jego barwach w Segunda División B. W całym sezonie w 16 meczach zdobył 4 gole.
Od 1996 roku związany z baskijskim klubem Athletic Bilbao. W pierwszym zespole występował od 2005 roku. 
W połowie sezonu 2004/2005 Fernando awansował do pierwszej drużyny, a 16 stycznia zadebiutował w Primera División w zremisowanym 1:1 meczu z Espanyolem Barcelona. 3 dni później w meczu Pucharu Hiszpanii z UD Lanzarote ustrzelił hat-tricka. Także w kolejnych ligowych spotkaniach spisywał się udanie, a w marcowym meczu z Levante UD, wygranym 3:1, strzelił swoje pierwsze dwa gole w La Liga. Z klubem z Bilbao zajął 9. miejsce w lidze. W sezonie 2005/2006 zdobył gola w meczu otwarcia z Realem Sociedad, ale z czasem zatracił skuteczność i stracił miejsce w składzie. Do końca sezonu zdobył jeszcze tylko jednego gola w lidze (z FC Barcelona) i dwa w Pucharze Hiszpanii.
W sezonie 2006/2007 Llorente z początku był czwartym napastnikiem Athletic po Aritzie Adurizie, Josebie Etxeberrii oraz Ismaelu Urzaizie. Jednak z powodu złej gry zespołu i zmian trenerów dochodziło do rotacji w składzie. W całym sezonie Fernando zdobył 2 gole – w zremisowanym 1:1 meczu z Valencią oraz przegranym 1:4 z Realem Madryt, a Bilbao dopiero w ostatniej kolejce utrzymało się w Primera División.
W sezonie 2011/2012 w 1/8 finału Ligi Europy Llorente trafił do bramki w obu spotkaniach dwumeczu z Manchesterem United, a Athletic awansował z wynikiem 5:3. W ćwirćfinale z FC Schalke 04 Fernando strzelił dwa gole w pierwszym spotkaniu na wyjeździe, dwumecz zakończył się wynikiem 6:4 dla Bilbao, tym samym wyeliminowali finalistę i półfinalistę poprzedniej edycji Ligi mistrzów. W drugim spotkaniu półfinałowym Ligi Europy ze Sportingiem Llorente zdobył w 87 minucie gola dającego Baskom awans do finału z bilansem bramkowym 4:3. W finale Bilbao uległo Atlético Madryt 3:0. W sezonie La Ligi Lloriente strzelił 17 goli, jednak Trofeo Zarra dla najlepszego ligowego strzelca narodowości hiszpańskiej otrzymał Roberto Soldado, który oficjalnie zdobył 17 goli, ale gazeta MARCA zaliczyła mu jeden gol więcej.
W lipcu 2013 po wygaśnięciu jego kontraktu związał się z Juventusem.
24 sierpnia 2013 zadebiutował w Serie A w meczu Juventus - Sampdoria. Pierwszego gola w Serie A zdobył 22 września 2013 w meczu Juventus - Hellas Verona. 17 września 2013 wystąpił pierwszy raz w Lidze Mistrzów przeciwko w meczu FC København, swoje pierwsze trafienie w LM zaliczył 23 października 2013 przeciwko Realowi Madryt.
27 sierpnia 2015 roku powrócił do Hiszpanii, gdzie podpisał kontrakt z Sevillą.
W sierpniu 2015 roku podpisał kontrakt z Sevillą.
W 2016 roku został zawodnikiem Swansea City A.F.C.
31 sierpnia 2017 roku podpisał kontrakt z Tottenhamem.
30 sierpnia 2019 podpisał kontrakt z włoskim klubem Napoli.
27 stycznia 2021 roku przeszedł do włoskiego klubu Udinese. 1 lipca tego samego roku rozwiązał kontrakt z klubem i po prawie 4 miesiącach bez klubu przeszedł do hiszpańskiego SD Eibar.
1 lipca 2022 rozwiązał kontrakt z ówczesnym klubem, a 16 lutego 2023 roku Llorente poinformował o zakończeniu piłkarskiej kariery.

## Statystyki
Aktualne na 13 maja 2019.
| Klub              | Rozgrywki          | Sezon      | Liga  | Liga | Puchar | Puchar | UEFA   | UEFA  | UEFA | Suma  | Suma |
| Klub              | Rozgrywki          | Sezon      | Mecze | Gole | Mecze  | Gole   | Puchar | Mecze | Gole | Mecze | Gole |
| ----------------- | ------------------ | ---------- | ----- | ---- | ------ | ------ | ------ | ----- | ---- | ----- | ---- |
| CD Baskonia       | Tercera División   | 2003/04    | 33    | 12   | —      | —      | —      | —     | —    | 33    | 12   |
| Bilbao Athletic B | Segunda División B | 2004/05    | 16    | 4    | —      | —      | —      | —     | —    | 16    | 4    |
|                   |                    | Łącznie    | 49    | 16   | —      | —      | —      | —     | —    | 49    | 16   |
| Athletic Bilbao   | Primera División   | 2004/05    | 15    | 3    | 4      | 3      | Int    | 1     | 0    | 20    | 6    |
| Athletic Bilbao   | Primera División   | 2005/06    | 22    | 2    | 3      | 2      | —      | —     | —    | 25    | 4    |
| Athletic Bilbao   | Primera División   | 2006/07    | 23    | 2    | 1      | 0      | —      | —     | —    | 24    | 2    |
| Athletic Bilbao   | Primera División   | 2007/08    | 35    | 11   | 5      | 1      | —      | —     | —    | 40    | 12   |
| Athletic Bilbao   | Primera División   | 2008/09    | 34    | 14   | 9      | 4      | —      | —     | —    | 43    | 18   |
| Athletic Bilbao   | Primera División   | 2009/10    | 37    | 14   | 31     | 1      | LE     | 11    | 8    | 51    | 23   |
| Athletic Bilbao   | Primera División   | 2010/11    | 38    | 18   | 3      | 1      | —      | —     | —    | 41    | 19   |
| Athletic Bilbao   | Primera División   | 2011/12    | 32    | 17   | 6      | 5      | LE     | 15    | 7    | 53    | 29   |
| Athletic Bilbao   | Primera División   | 2012/13    | 26    | 4    | 2      | 0      | LE     | 8     | 1    | 36    | 5    |
| Athletic Bilbao   | Primera División   | Łącznie    | 262   | 85   | 36     | 17     |        | 35    | 16   | 333   | 118  |
| Juventus F.C.     | Serie A            | 2013/14    | 34    | 16   | 1      | 0      | LM/LE  | 10    | 2    | 45    | 18   |
| Juventus F.C.     | Serie A            | 2014/15    | 31    | 7    | 51     | 1      | LM     | 9     | 1    | 45    | 9    |
| Juventus F.C.     | Serie A            | 2015/16    | 1     | 0    | 1      | 0      |        | -     | -    | 2     | 0    |
|                   |                    | Łącznie    | 66    | 23   | 7      | 1      |        | 19    | 3    | 92    | 27   |
| Sevilla FC        | Primera División   | 2015/16    | 23    | 4    | 6      | 0      | -      | 9     | 1    | 38    | 5    |
| Swansea City      | Premier League     | 2016/17    | 33    | 15   | 2      | 0      | -      | 0     | 0    | 35    | 15   |
| Tottenham Hotspur | Premier League     | 2017/18    | 16    | 1    | 1      | 0      | LM     | 5     | 0    | 21    | 1    |
| Tottenham Hotspur | Premier League     | 2018/19    | 20    | 1    | 5      | 4      | LM     | 8     | 2    | 33    | 7    |
| W Karierze        | W Karierze         | W Karierze | 469   | 145  | 57     | 22     |        | 76    | 22   | 601   | 189  |

1 Wliczając Superpuchar.

## Kariera reprezentacyjna

### Seniorska reprezentacja Hiszpanii
W seniorskiej reprezentacji Hiszpanii Llorente zadebiutował 14 listopada 2008 w towarzyskim meczu z Chile, wygranym przez Hiszpanów 3:0. Swojego pierwszego gola w dorosłej reprezentacji Llorente strzelił w rozgrywanym 11 lutego 2009 roku towarzyskim meczu z Anglią. Mecz ów również wygrali Hiszpanie, pokonując Anglików w stosunku 2:0.
Na Mistrzostwach Europy w 2012 wraz z reprezentacją Hiszpanii zajął pierwsze miejsce.

### Młodzieżowa reprezentacja Hiszpanii
W 2005 roku Llorente znalazł się w młodzieżowej reprezentacji Hiszpanii U-20 na MŚ U-20 w 2005. Tam spisywał się całkiem udanie – najpierw zdobył bramkę w meczu z Marokiem (3:1), a następnie zaliczył cztery trafienia w spotkaniu z Chile (7:0). Z 5 golami został wicekrólem strzelców turnieju, z Hiszpanią odpadł w 1/4 finału.

### Reprezentacja Kraju Basków (Euskadi)
- Debiut: 28 grudnia 2005 w meczu Euskadi – Kamerun 0:1.
- Bilans: 5 meczów, 1 gol.

## Sukcesy

### Juventus
- Mistrz Włoch: 2013/14, 2014/15, 2015/16
- Puchar Włoch: 2014/15
- Superpuchar Włoch: 2013/14, 2015/16
- Finalista Ligi Mistrzów: 2014/15
- Uczestnik Ligi Mistrzów: 2013/14
- Uczestnik Ligi Europy: 2013/14

### Sevilla
- Zwycięzca Ligi Europy: 2015/16
- Uczestnik Ligi Mistrzów: 2015/16

### SSC Napoli
- Puchar Włoch: 2019/20
- Uczestnik Ligi Mistrzów: 2019/20

### Athletic Bilbao
- Finalista Ligi Europy: 2011/12
- Uczestnik Ligi Europy: 2009/10, 2012/13

### Tottenham Hotspur
- Finalista Ligi Mistrzów: 2018/19
- Uczestnik Ligi Mistrzów: 2017/18

### Reprezentacja Hiszpanii
- Mistrz Świata: 2010
- Mistrz Europy: 2012
- Uczestnik Pucharu Konfederacji: 2009[7][8]